# نانانگو
نانانگو (به انگلیسی: Nanango) یک شهرک در استرالیا است که در کوئینزلند واقع شده‌است.